# 黃雅斯
黃雅斯 ( Szebi )，1991年6月14日—，香港新晉女歌手及女演員。她在2016年推出了一首歌《離離合合》。

### 與其他歌手合作的歌曲
| 年份 | 專輯     | 曲目     | 主唱                               |
| 2017 | 離離合合 | 離離合合 | Crayon (黃雅斯 Szebi & K-CHEK曲赤) |

## 演出作品

### 電影
| 首播   | 劇名         | 角色  | 性質     | 備註 |
| 2016年 | 忍不住的眼淚 | Szebi | 友情客串 |      |

### 參與MV演出
| 年分   | 曲目   | 歌手         | 身分 / 角色  | 性質 | 演出者                                                          | 備註                      |
| 2016年 | Action | Milla 程芷渝 | Party People | 客串 | Milla 程芷渝、白健恩、K-CHEK 曲赤、Szebi 黃雅斯 & Gallan 蘇嘉倫 | Youtube 東方日報 東網即時 |

## 外部連結
- （页面存档备份，存于）
- （页面存档备份，存于）
- （页面存档备份，存于）
- （页面存档备份，存于）